# Los extraños presagios de León Prozak
Los extraños presagios de León Prozak es un largometraje colombiano de animación experimental escrito y dirigido por Carlos Santa. Fue estrenado en 2009, y en él, diversos artistas, autores y escultores expresan su modo de ver el mundo a través de sus obras, ya sean pinturas, grabados, dibujos o esculturas. El objetivo del director es, a través de estas manifestaciones artísticas, “revelar la compleja situación del hombre contemporáneo sumergido en tragedias”.

## Argumento
León Prozak alquila su cabeza a Mefistófeles para contribuir a la creación de algunos números de Circo. La película se desenvuelve a través de diferentes propuestas de diversos artistas plásticos, que deleitan al espectador con el placer de la pintura en movimiento. Estas manifestaciones tocan diversos temas característicos de sus autores como la política de Zalamea y Adriana Espinoza, el erotismo de Edgar Álvarez y Daniel Winograd, además del cierto misticismo de Carlos Santa y David Manzur. De esta manera, una variedad de autores expresan su visión del mundo desde la pintura y el dibujo adaptándolo al cine.

## Datos cinematográficos
| Título original:   | Los extraños presagios de León Prozak |
| Año de producción: | 2009                                  |
| Género:            | Animación                             |
| Países:            | Colombia                              |
| Idioma:            | Español                               |
| Duración:          | 67 mn                                 |
| Director:          | Carlos Santa                          |
| Guionista:         | Carlos Santa                          |
| Productores:       | Federico Durán (Rhayuela Films)       |

## Contenido e interpretación
Siguiendo la línea del artículo de Santiago Andrés Gómez en su artículo El tiempo purificador el director define en la película el engaño de la mentalidad contemporánea, sometida al mercantilismo y a los tradicionales medios masivos de comunicación, que difunden una sola imagen del mundo, pasando por alto la diversidad. Tal y como afirma en diversas entrevistas, Santa plasma su rechazo a este orden vital, creando una fractura con este régimen mediante la creación de la película. Critica también que el mundo se ha convertido al racionalismo extremo y se ha cortado las alas al ser humano, que ha perdido la capacidad de soñar y jugar con la magia.
Al final del largometraje, la metáfora del cuerpo de Prozak buscando con desespero su cabeza caída entraña una moraleja. El protagonista ya no podrá guiar su cuerpo con una mínima libertad de criterio, porque ya se ha vendido al mejor postor, y no podrá volver a su estado inicial.
Santa no cree en la animación como género del cine sino como una posibilidad de las artes plásticas, que proyectadas en la dimensión del tiempo “pueden hacer filosofía”.

## Premios
II Festival Internacional de Cine de Cali: Premio “María” Al Mejor Largometraje – Selección Oficial Colombia Trabajo: Los Extraños Presagios De León Prozak De Carlos Santa.